# Ігумен
Ігу́мен (грец. ἡγούμενος — «той, що веде, йде попереду») — у церквах східного обряду настоятель монастиря, голова Духовного собору («собору старців») — керівничого органу у великих чоловічих монастирях. За старшинством вищий ієродиякона та ієромонаха. Старший серед ігуменів — протоігумен.
Ігу́меня — у східному християнстві настоятелька жіночого монастиря. Відповідник абатиси в західній традиції.

## Історичні особливості
У Великому князівстві Литовському та Речі Посполитій ігумен не обов'язково був священником, пізніше обирався лише з ієромонахів.